# Landesgartenschau Bamberg 2012
Die Landesgartenschau Bamberg 2012 war die 16. bayerische Landesgartenschau und fand vom 26. April bis 7. Oktober 2012 in Bamberg statt. Die Veranstaltung konzentrierte sich auf das Gelände der ehemaligen Textilfabrik ERBA im Norden Bambergs, bezog jedoch die gesamte Stadt mit ein.

## Entstehung
Das zentrale Veranstaltungsgelände entstand im Umfeld der seit 1992 brach liegenden Textilfabrik ERBA (ERBA = Erlangen-Bamberg) auf einer Insel im nordwestlichen Stadtteil Gaustadt. Entstanden ist auf diese Weise ein Nordpark in Ergänzung zum historischen südlichen Bamberger Stadtpark Hain. Im Zuge der 2009 begonnenen Bauarbeiten wurde unter anderem ein Fischpass errichtet, der die an dieser Stelle durch ein kleines Kraftwerk gesperrte Regnitz wieder für Fische und andere Flusslebewesen durchquerbar macht.
Die denkmalgeschützten Fabrikhallen aus dem 19. Jahrhundert wurden im Rahmen der Gartenschau umgebaut. Sie dienen seither der unter Raumnot leidenden Universität Bamberg unter anderem für Vorlesungen. Ein Teil der einstigen Fabrikgebäude wurde in Studentenwohnungen umgebaut. Weiterhin wurde ein durchgängiges Wegenetz entlang der Regnitz angelegt. Der Fluss wurde dadurch leichter zugänglich und die beiden an der Regnitz liegenden Stadtparks sind seither miteinander verbunden. Zu Füßen des Klosters Michelsberg wurde ein Weinberg angelegt, der an die frühere bis vor 200 Jahren in dieser Gegend gepflegte Weinbautradition anknüpft. Einbezogen in die Landesgartenschau war auch die Bamberger Gärtnerstadt, die mit ihrer jahrhundertealten Kultur Teil des UNESCO-Weltkulturerbe Bambergs ist.

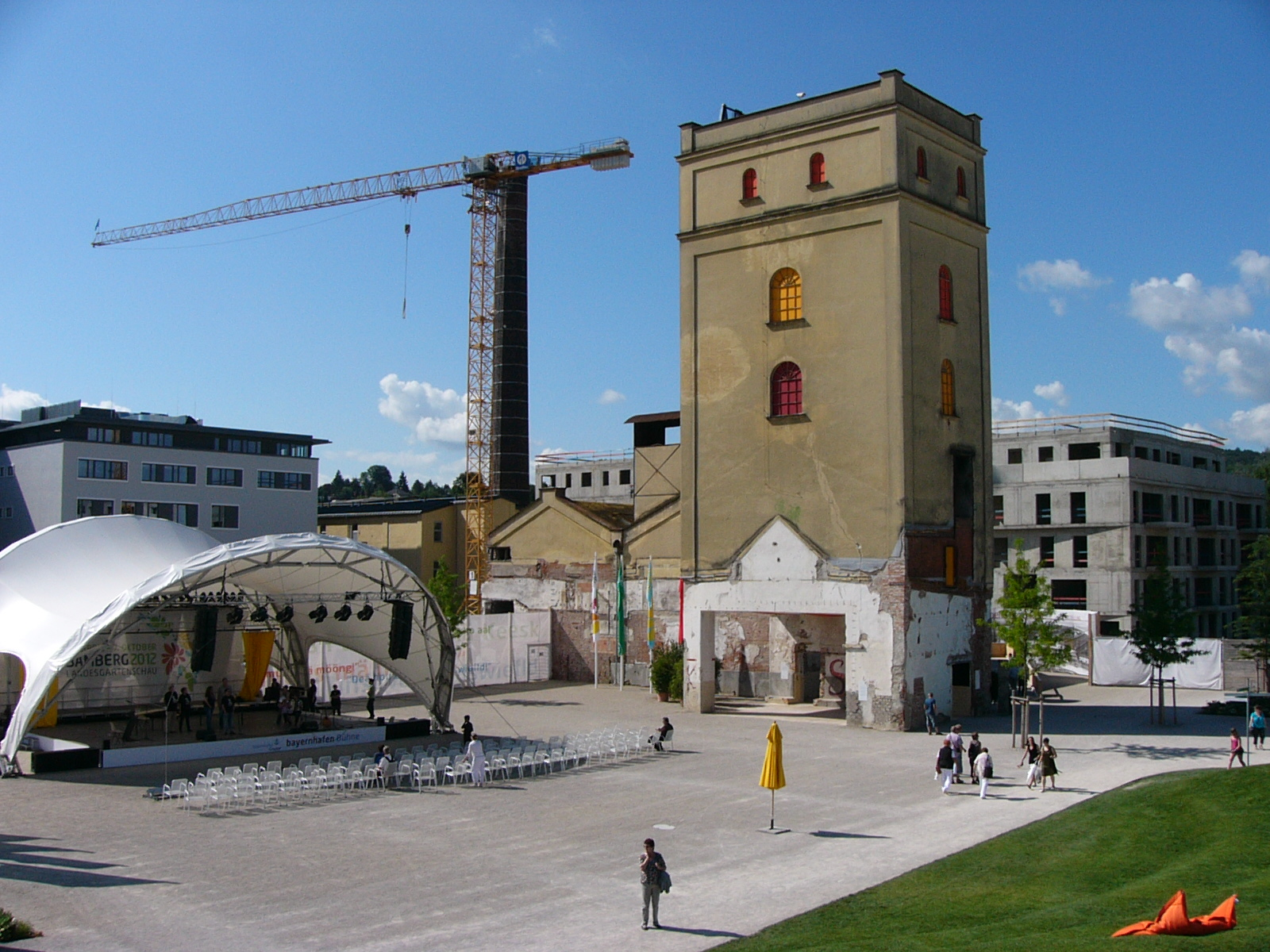
Industriedenkmal mit Neubauten und Bühne
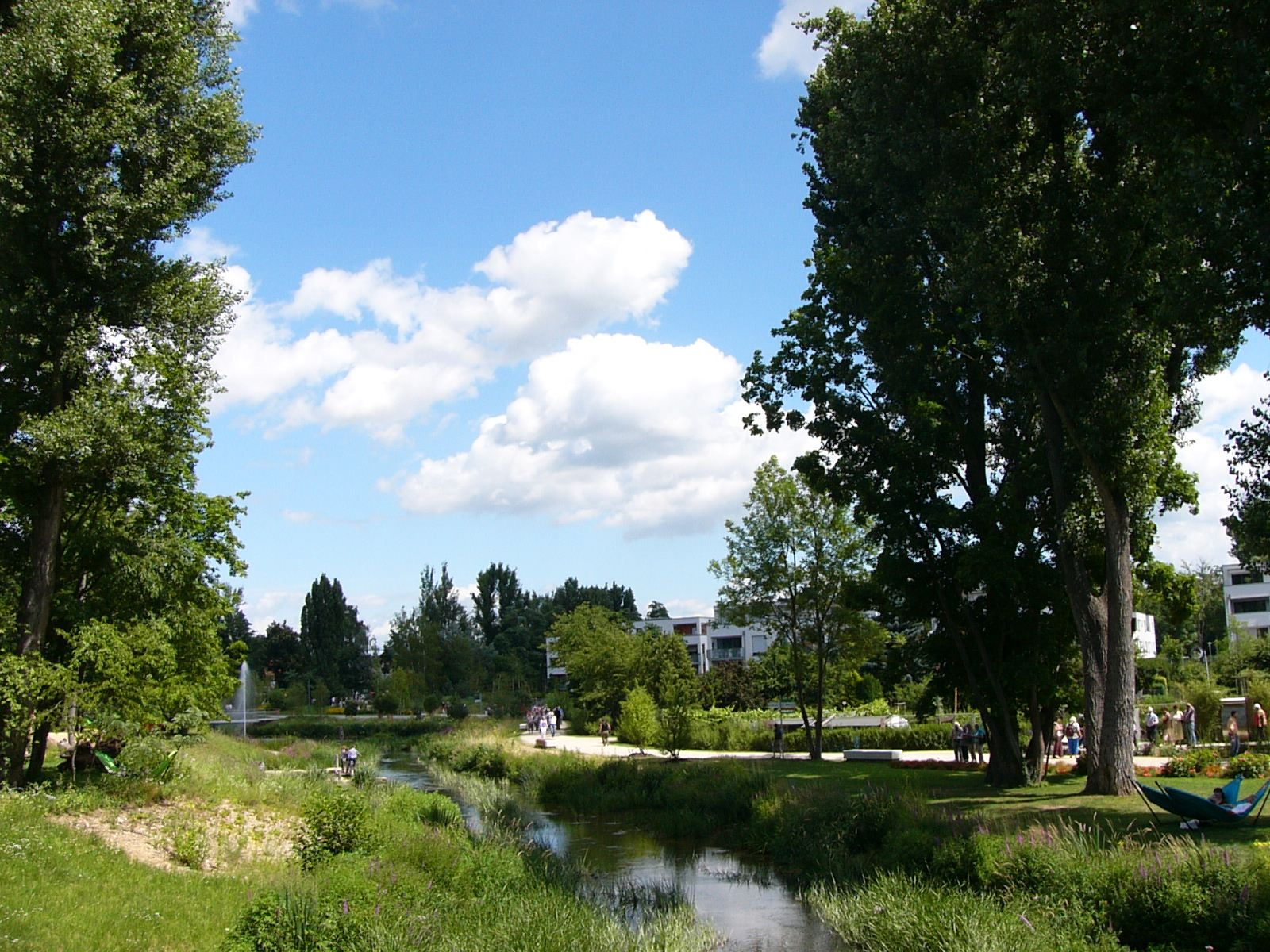
Künstlich geschaffener Flusslauf und Fußweg zur Innenstadt
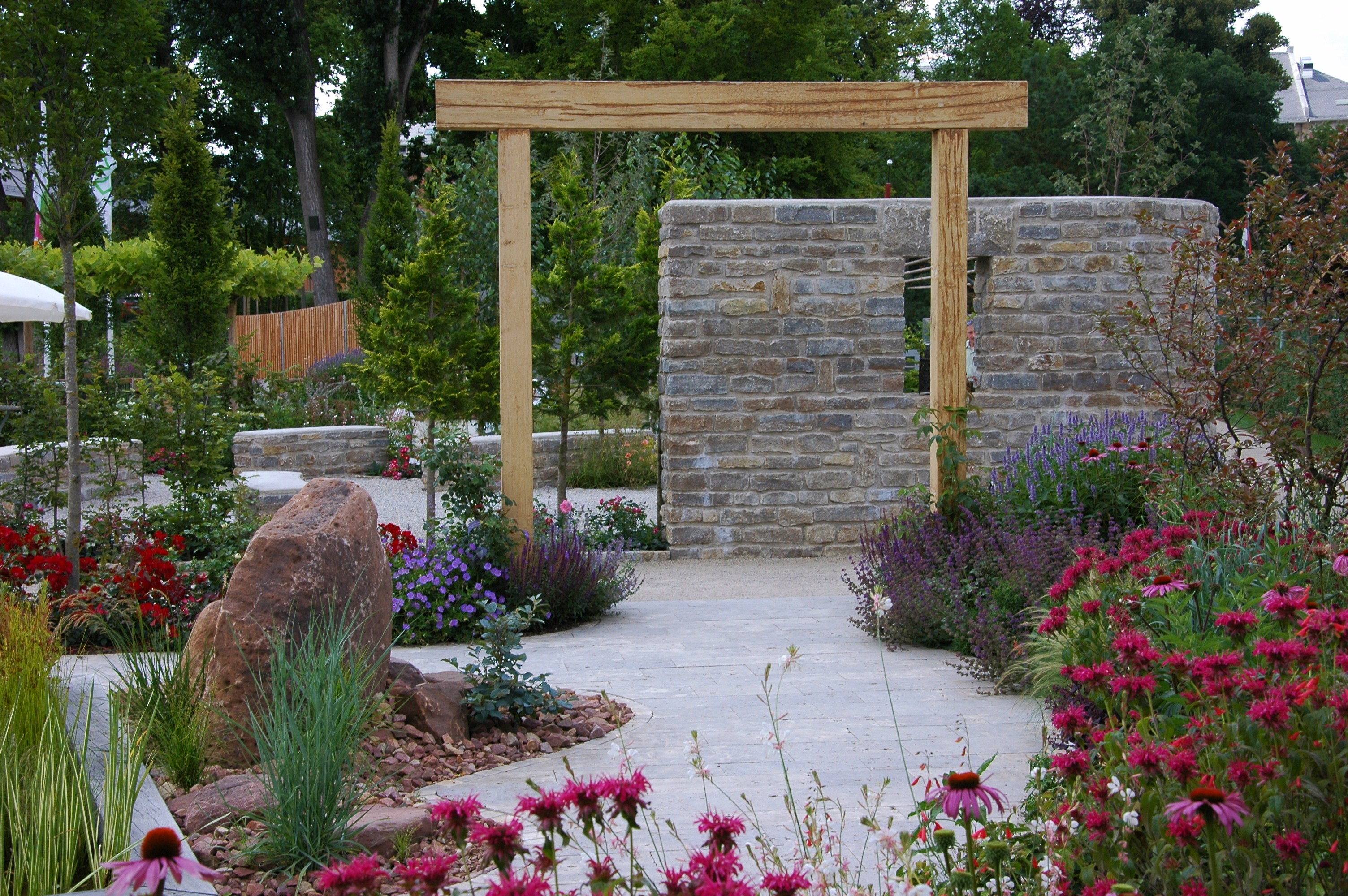
Einer der zahlreichen Mustergärten
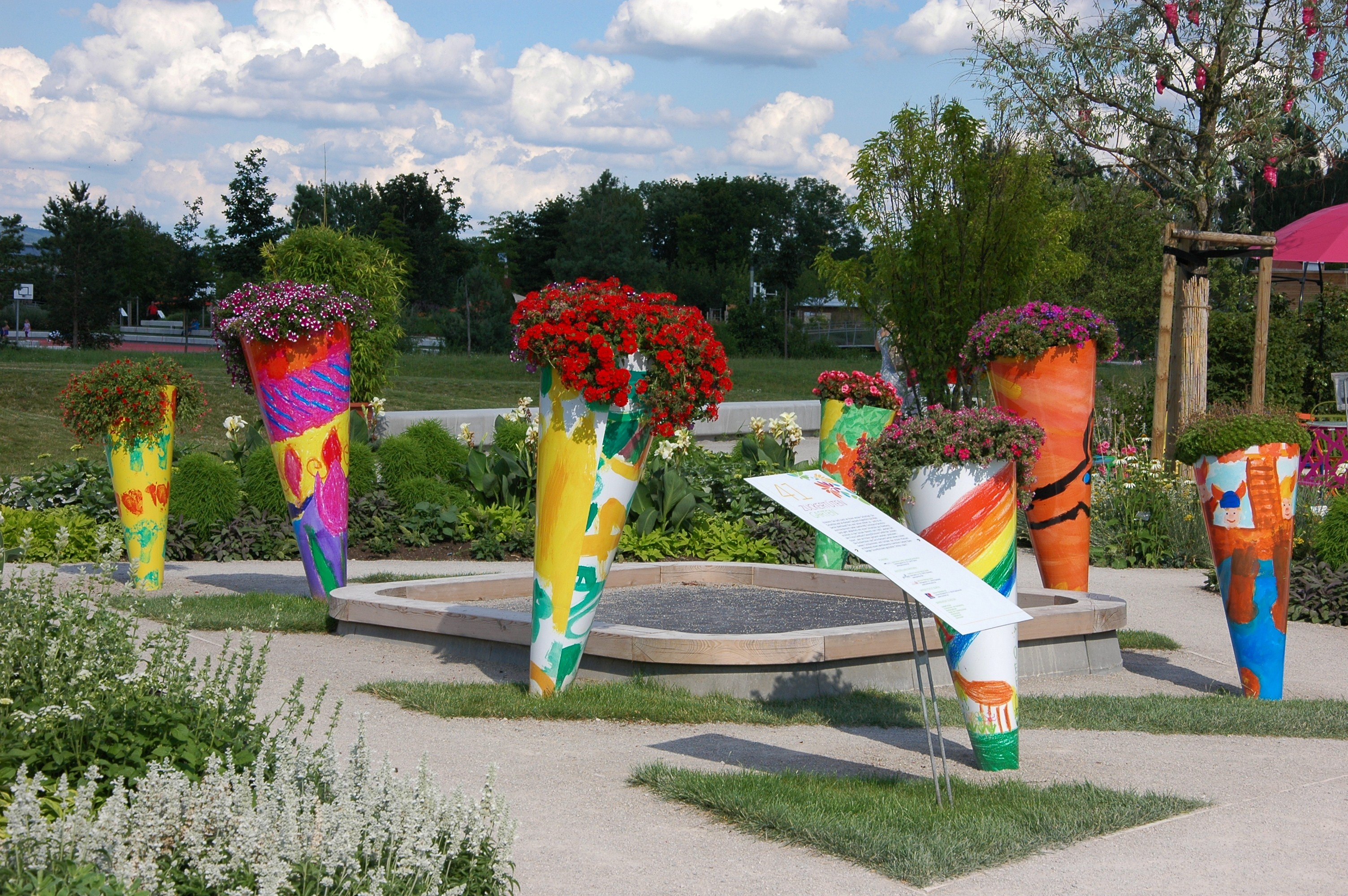
„Zuckertüten Garten“
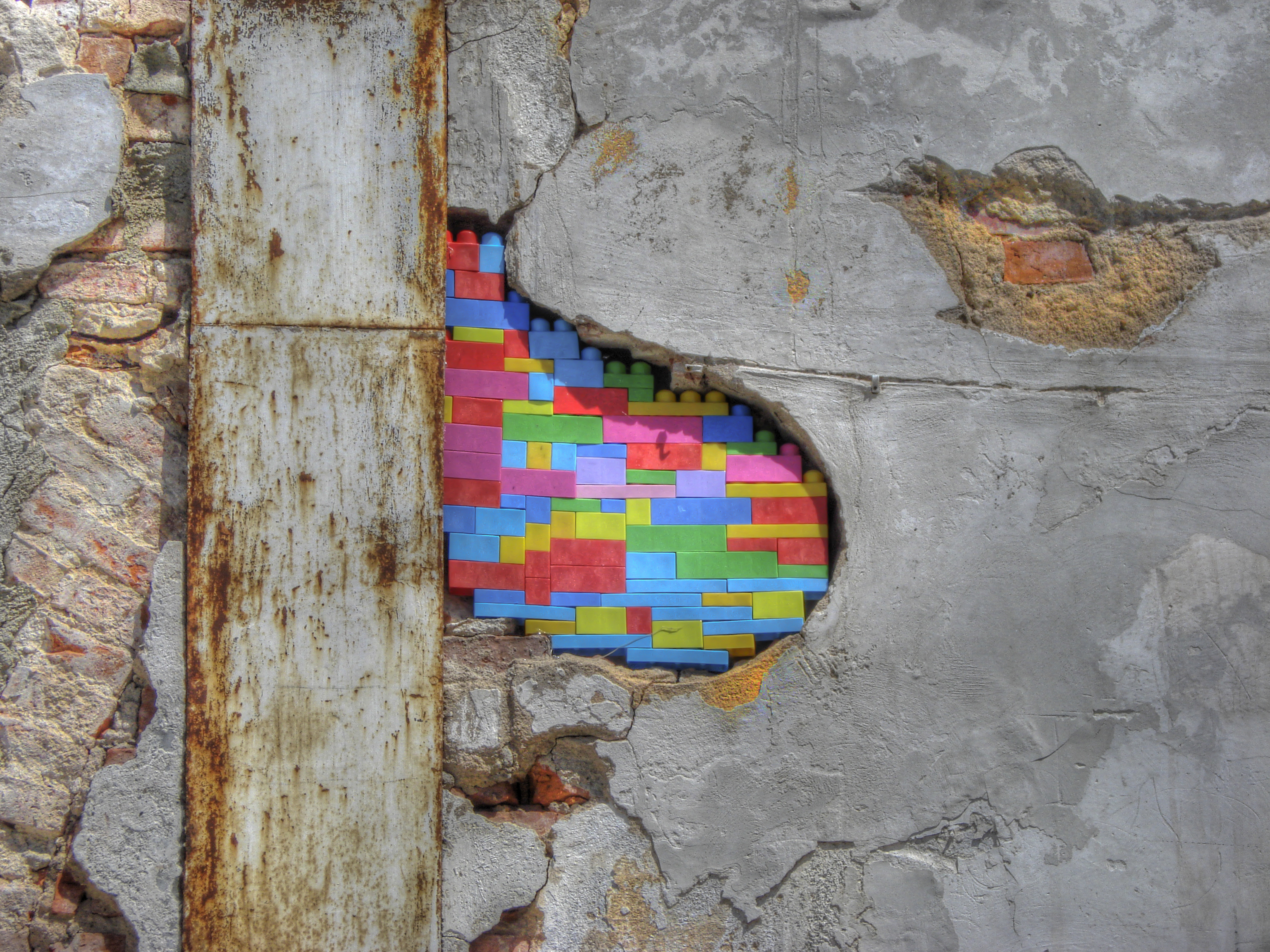
Kunst: Verbaute Legosteine, um Mauerwerk zu füllen
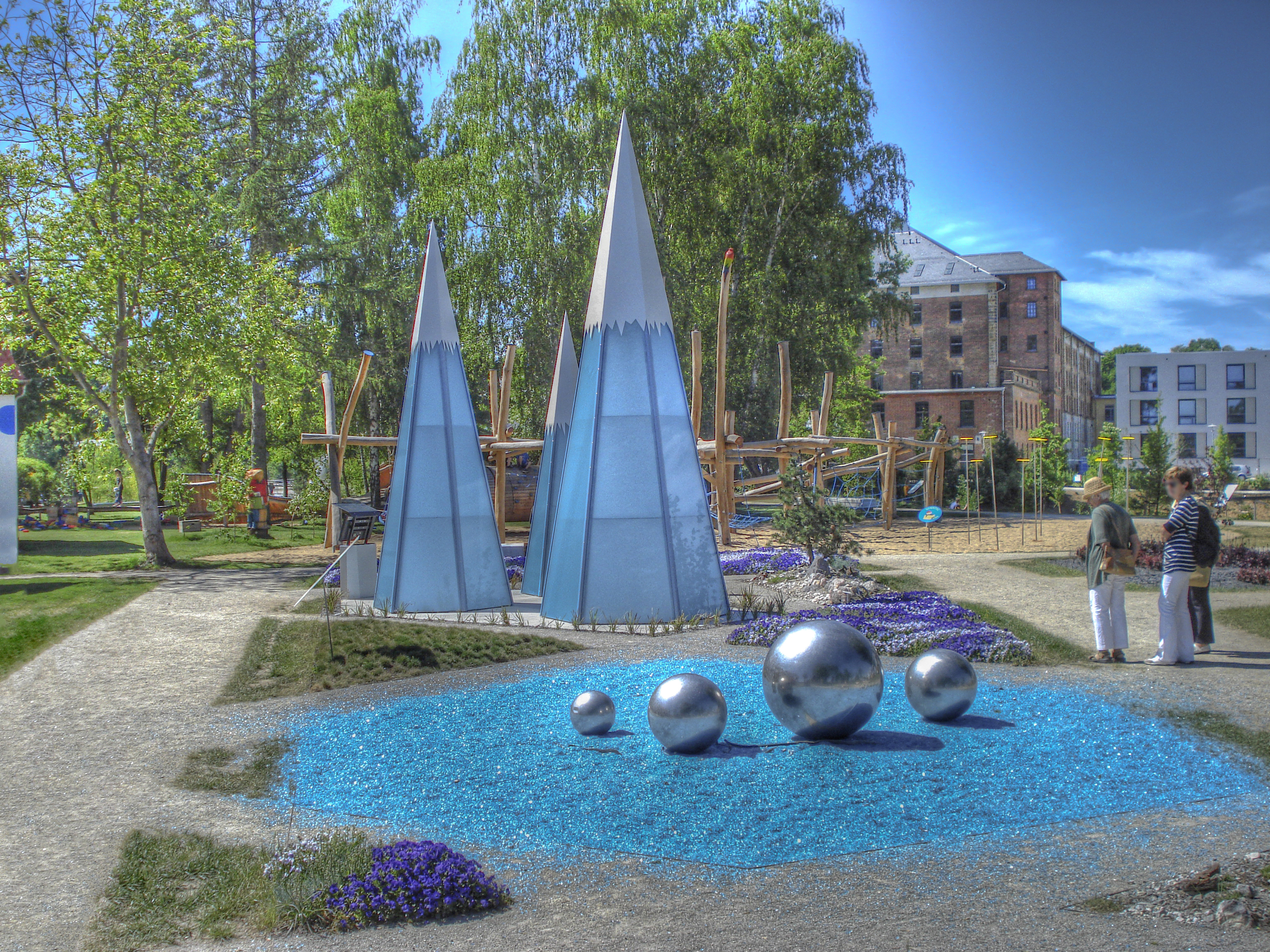
Kunstwerk aus Scherben und geometrischen Objekten
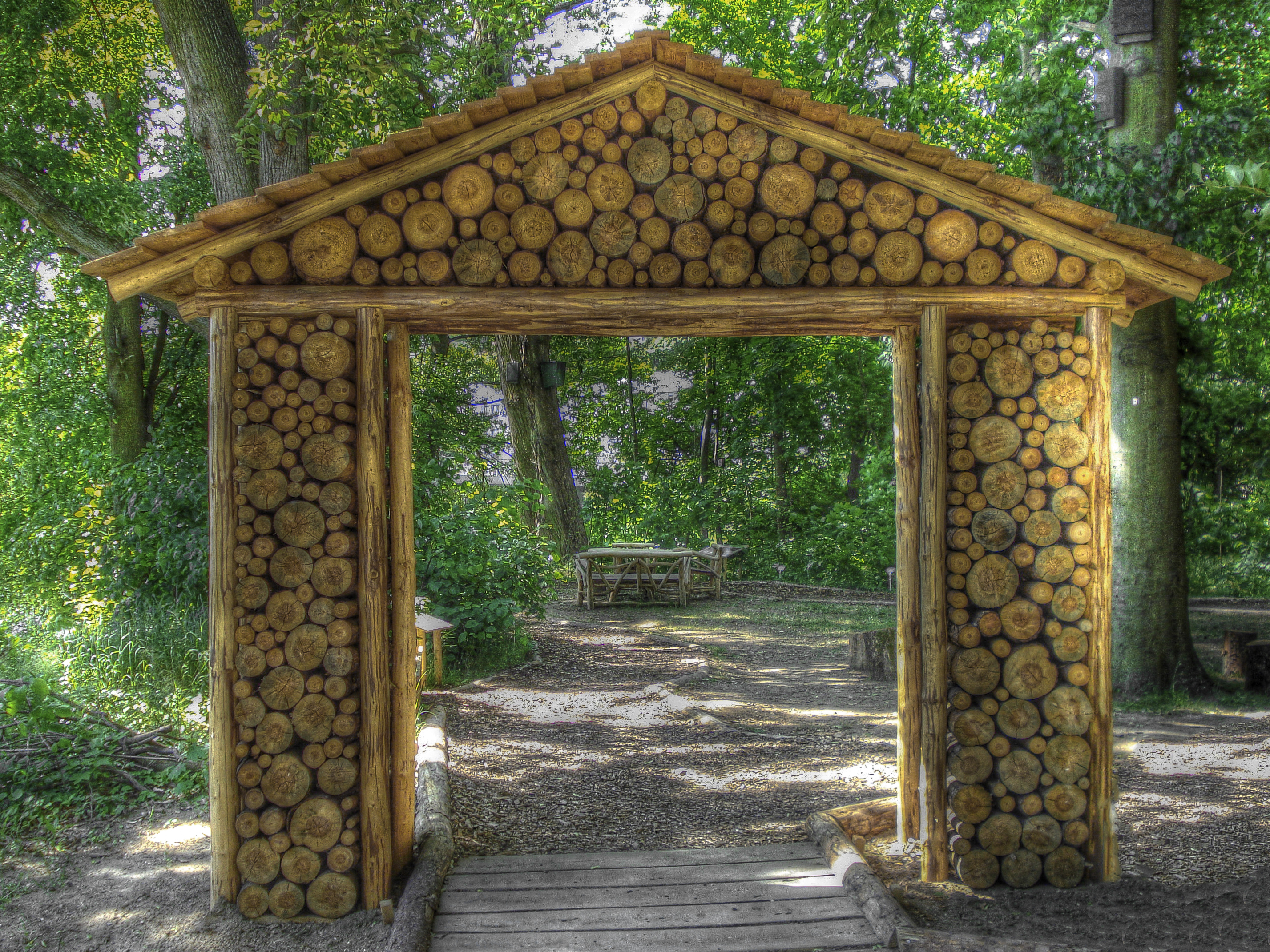
Eingangsbereich „Südost“
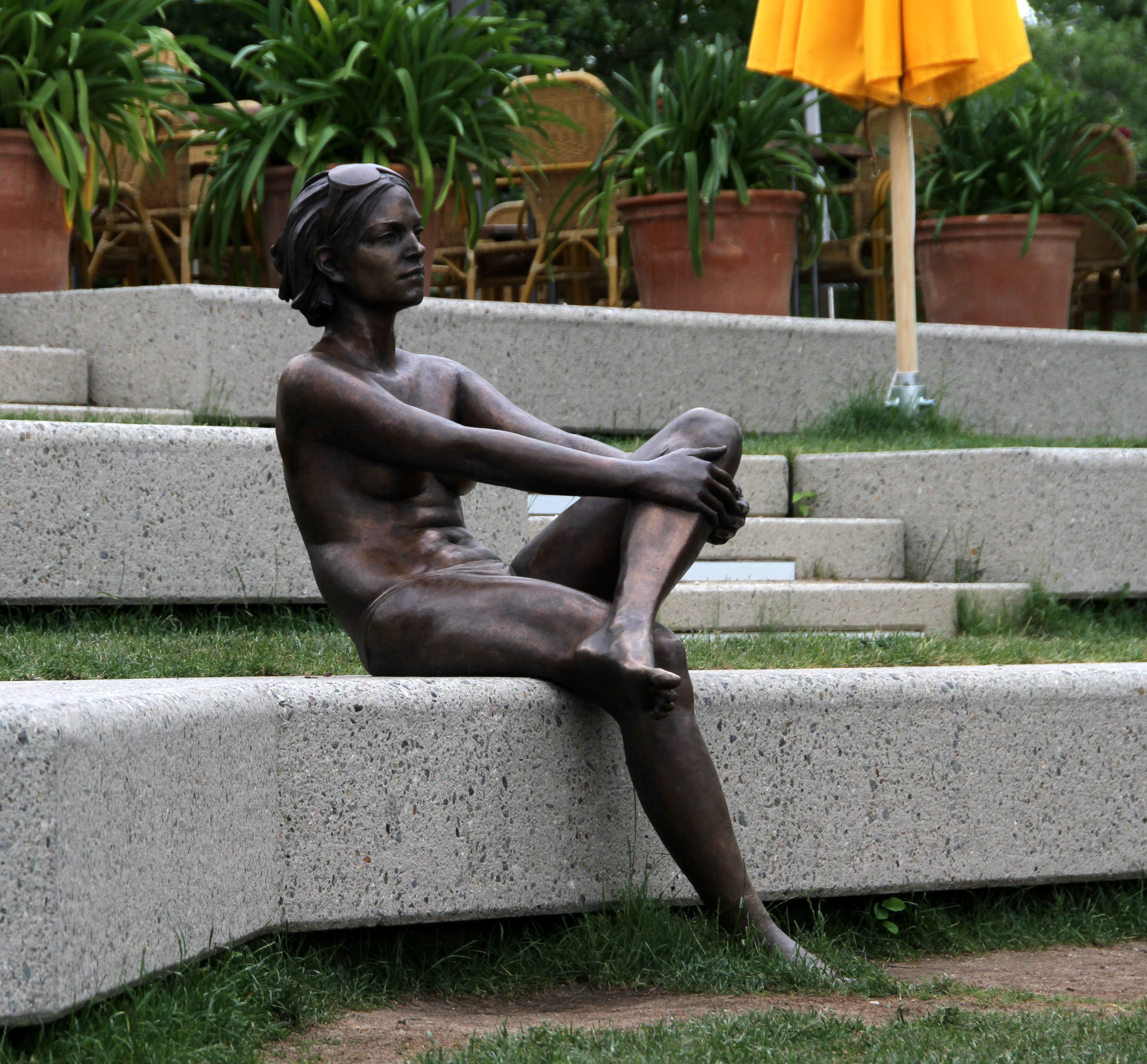
BaERBAle
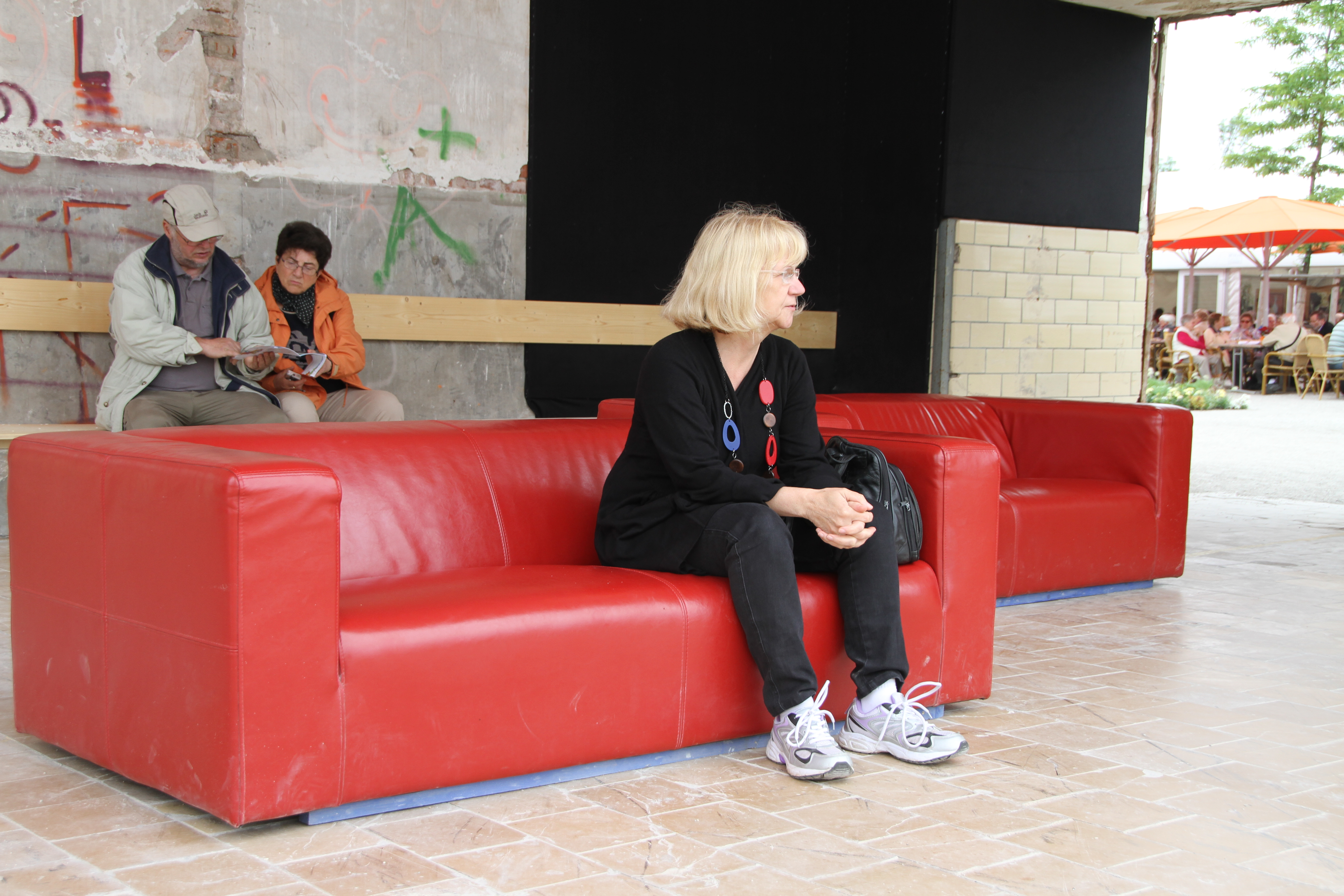
Rotes Sofa

## Streitpunkte
Auf breiten Widerstand in der Bevölkerung stieß der Abriss zweier Schleusenwärterhäuschen auf dem Gelände der Textilfabrik. Die Gegner führten den historischen Zusammenhang mit der Geschichte des Geländes, die fehlende Notwendigkeit für einen Abriss und die Chancen der Einbindung der schönen Häuser aus dem frühen 20. Jahrhundert auf. Die Befürworter des Abrissplans argumentierten, dass der Blick auf den Park verstellt wäre und dass Mehrkosten durch eine brandschutzrechtliche Anbindung entstünden. Eines der beiden Häuser, das Gehilfenhaus, wurde Ende 2009 abgetragen. Für das bislang noch stehende zweite Haus werden ein Käufer und ein Nutzungskonzept gesucht.